# Amsterdamsestraatweg (Utrecht)
De Amsterdamsestraatweg in Utrecht, door de inwoners van de stad veelal de ASW of de Straatweg genoemd, is de langste winkelstraat van Nederland. De straatweg is een 5 kilometer lange, rechte straat die loopt van de Weerdsingel Westzijde tot aan Zuilen-Noord, waarna hij in de gemeente Stichtse Vecht verdergaat als de Straatweg (N402). Deze "bestrate weg" is in 1812 in opdracht van Napoleon Bonaparte aangelegd, en was tot ver in de 20e eeuw de belangrijkste route van Utrecht naar Amsterdam. 

## Verloop
De straat begint bij de bocht in de Stadsbuitengracht ter hoogte van het Paardenveld. Van daaruit loopt hij in een rechte lijn in noordwestelijke richting. Het eerste deel ligt in Pijlsweerd, en begint met een breed deel waar een school en supermarkten gevestigd zijn. Na dit brede deel heeft de straat een profiel met twee rijbanen, met aan weerszijden een parkeerstrook, een fietspad en een smal voetpad. Ter hoogte van de Boorstraat en Bethlehemweg ligt aan beide zijden van de weg een pleintje met daarachter een parkje. Beide parkjes zijn aan het eind van de 20e eeuw aangelegd na sloop van gebouwen.
Na het treinviaduct begint de Tweede Daalsebuurt. Halverwege die buurt staan aan de rechterkant drie vrijstaande oude villa's, die ooit tot het slachthuis behoorden. Daarachter ligt marktplein De Plantage. Een eindje verder staat aan de linkerkant het belangrijkste herkenningspunt van de Amsterdamsestraatweg: de watertoren. Net daarvoor staat een gebouw met een veel bescheidener torentje: de voormalige bioscoop Olympia. Dit is ook de plek waar de eeuwenoude Daalsedijk op de weg aansluit.
De drukke kruising met de Marnixlaan markeert de overgang naar de wijk Zuilen. Aan de linkerkant ligt het het Julianapark, met een paviljoen (gemeentelijk monument) waarin een restaurant zit. Verderop in de straat bevond zich aan de rechterzijde het Museum van Zuilen, maar die is verhuisd naar de Schaverijstraat in Utrecht. Even verderop voert het Amsterdam-Rijnkanaal aan de linkerzijde parallel langs de straatweg. De weg loopt door tot aan de gemeentegrens met Maarssen.

## Historie als winkelstraat

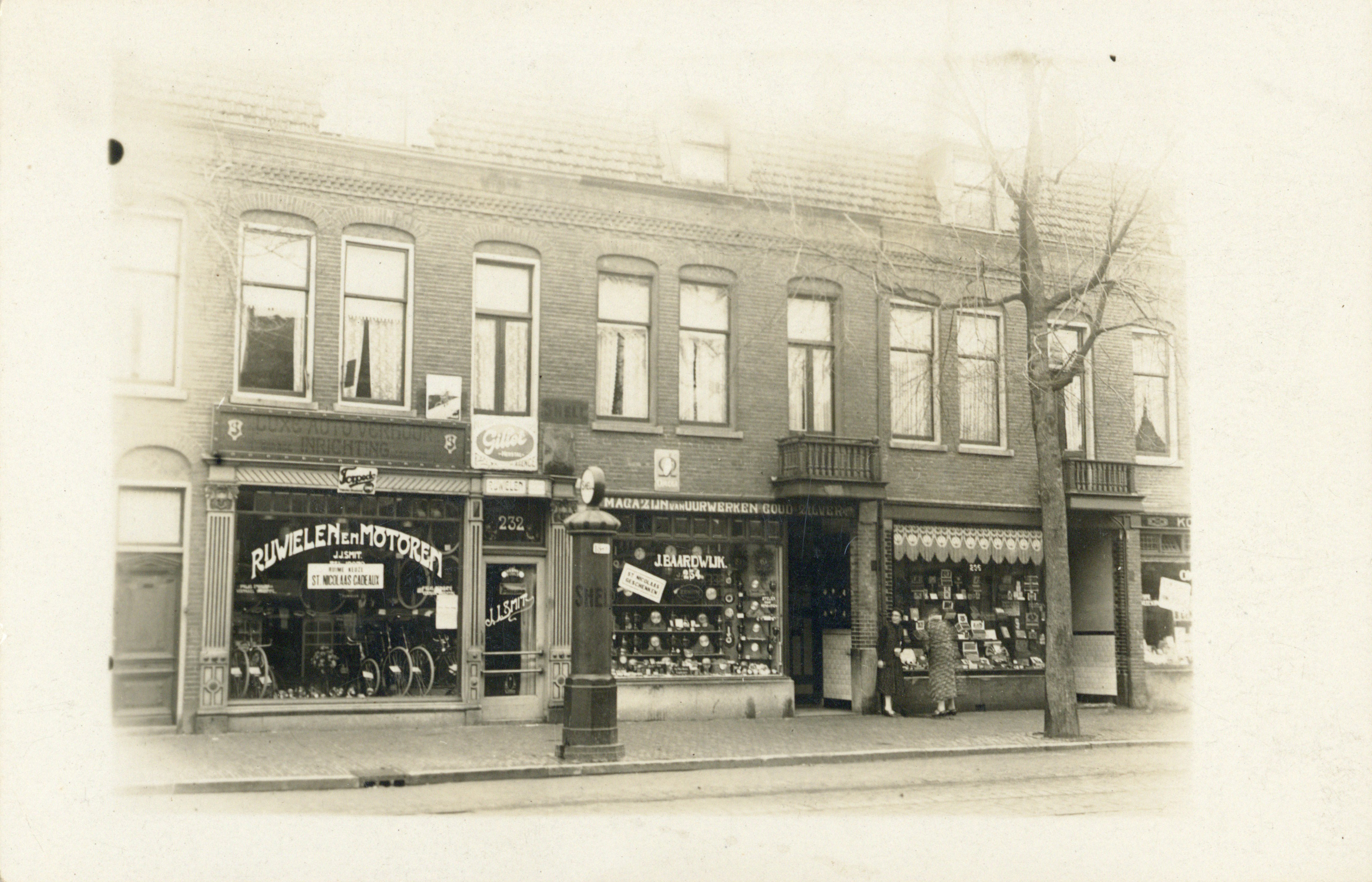
Winkels op de Amsterdamsestraatweg 232-236 te Utrecht (rond 1928)

In het begin van de twintigste eeuw was de Amsterdamsestraatweg een bloeiende luxe winkelstraat, met kruideniers en speciaalzaken.
In de tweede helft van die eeuw is het winkelaanbod verschraald, en heeft de straat te maken gekregen met leegstand, verloedering en criminaliteit. Gemeente, bewoners en ondernemers zetten zich al jaren in om het woon- en leefklimaat en de economische structuur van deze "taaie straat" stap voor stap te verbeteren.

## Historie als belangrijke verkeersader

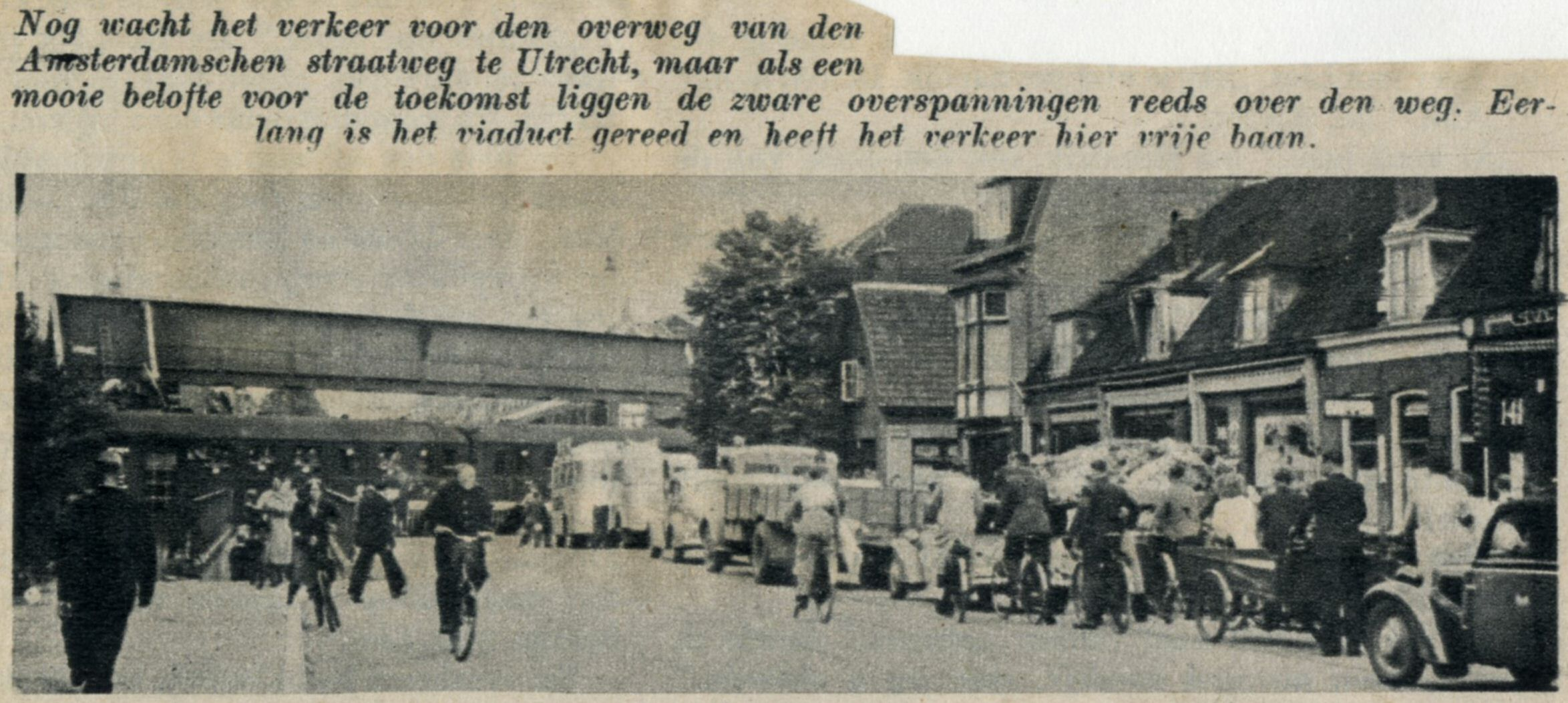
File voor de spoorwegovergang. Op de achtergrond het nieuwe viaduct, en aan de linkerzijde een voetgangerstunnel. Uit 1940.

De Amsterdamsestraatweg is in 1812 in opdracht van Napoleon Bonaparte aangelegd als onderdeel van Route impériale 2 tussen Parijs en Amsterdam, en verbond aldus Utrecht met Amsterdam. Napoleon vond de oude verbinding, de Daalsedijk, ongeschikt voor zijn leger.
De spoorlijn Utrecht - Amersfoort zorgde voor veel verkeersstremmingen. Er werd in 1907 een voetgangersbrug aangelegd over het spoor. Die werd in 1925 vervangen door twee voetgangerstunnels. In 1941 werd het spoor verhoogd, en kwam er een stalen viaduct. Toen in 1988 het spoor verdubbeld werd, is het huidige viaduct aangelegd.
Tussen 1895 en 1923 kon men bij de stopplaats Amsterdamsche Straatweg nog op de trein stappen.
In 1908 wordt tramlijn 3 geopend, maar die rijdt nog niet verder dan de spoorwegovergang. In 1921 wordt deze tramlijn doorgetrokken tot de Geraniumstraat en in 1923 tot de Westinghousestraat. In 1938 wordt tramlijn 3 vervangen door buslijn 3. Die rijdt nog steeds. Van 1930 tot en met 2019 reed lijn 120 van Syntus Utrecht jarenlang door de straat.
Sinds de opening van rijksweg A2, functioneert de Amsterdamsestraatweg hoofdzakelijk als de hoofdstraat van de aangrenzende wijken, met winkels en andere voorzieningen voor de lokale bevolking.

## Rijksstraatweg
Na Zuilen loopt de weg verder als de Straatweg en volgt min of meer de Vecht en loopt door de Vechtstreek tot aan Breukelen-Noord, waar hij op de grens van Breukelen en Nieuwersluis overgaat in de Rijksstraatweg. In Loenersloot loopt de weg verder richting Baambrugge en heet daarna eerst Lange Coupure en dan Molenweg. In het dorp Abcoude wordt de straat onderbroken door de Hoogstraat en aan de andere kant van het dorp heet het de Nieuwe Amsterdamseweg. Bij de binnenkomst van Amsterdam-Zuidoost heet de weg Abcouderstraatweg. Tussen de  West Bijlmerpolder en de Bijlmermeer kruiste de weg vroeger de spoorlijn met een overweg en lag vervolgens op de westelijke ringdijk van de Bijlmermeerpolder. Door de grootschalige woningbouw vanaf 1966 verdween de weg in 1968 uit de Bijlmermeer en werd vervangen door de Flierbosdreef en Dolingadreef. In 1977 verdween de weg ook uit de West Bijlmerpolder en werd vervangen door de Holendrechtdreef, Meerkerkdreef en Huntumdreef. In Duivendrecht bestaat de Rijksstraatweg nog wel, maar is een geïsoleerd stuk tussen Station Duivendrecht en de plaats van de oude Duivendrechtsebrug en wordt alleen voor lokaal verkeer gebruikt.

## Fotogalerij

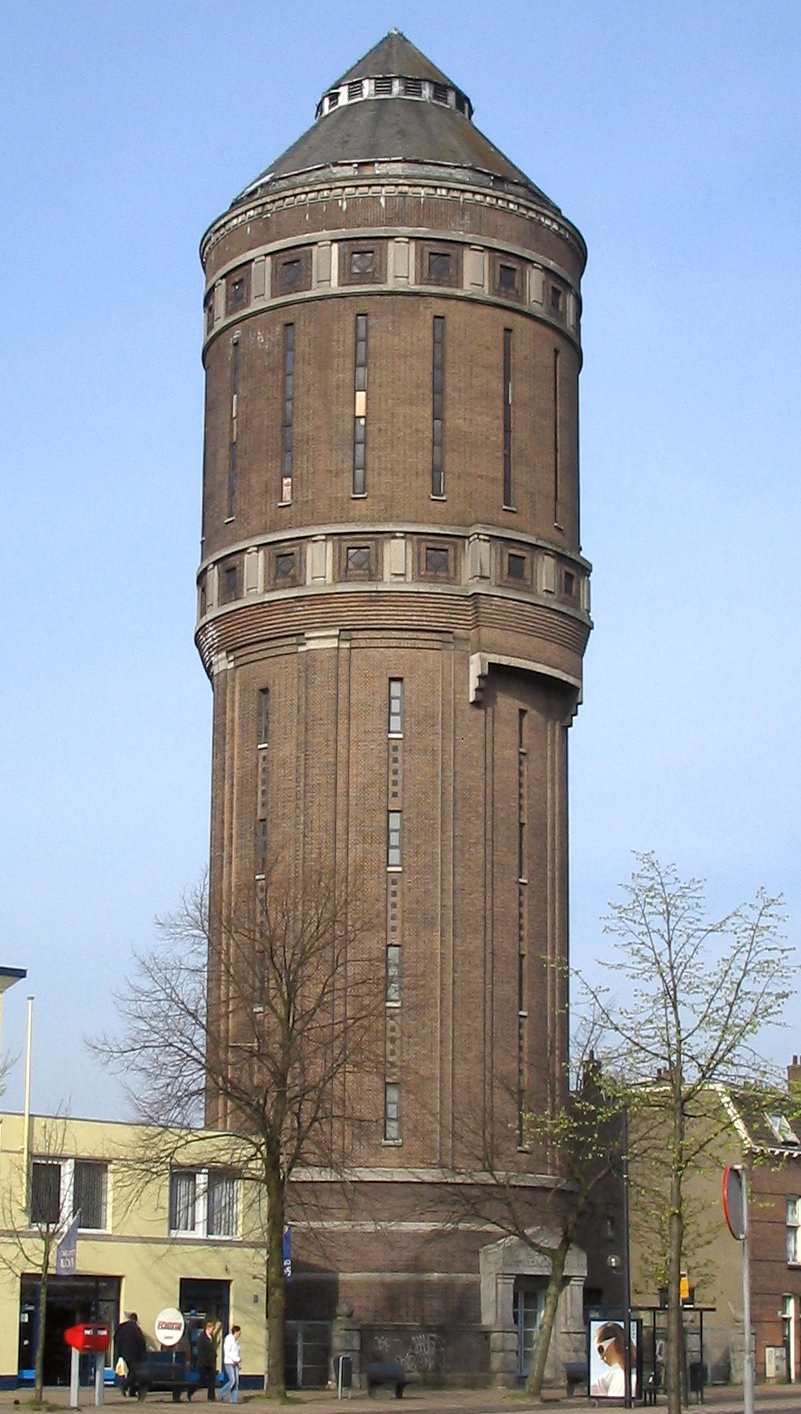
Watertoren
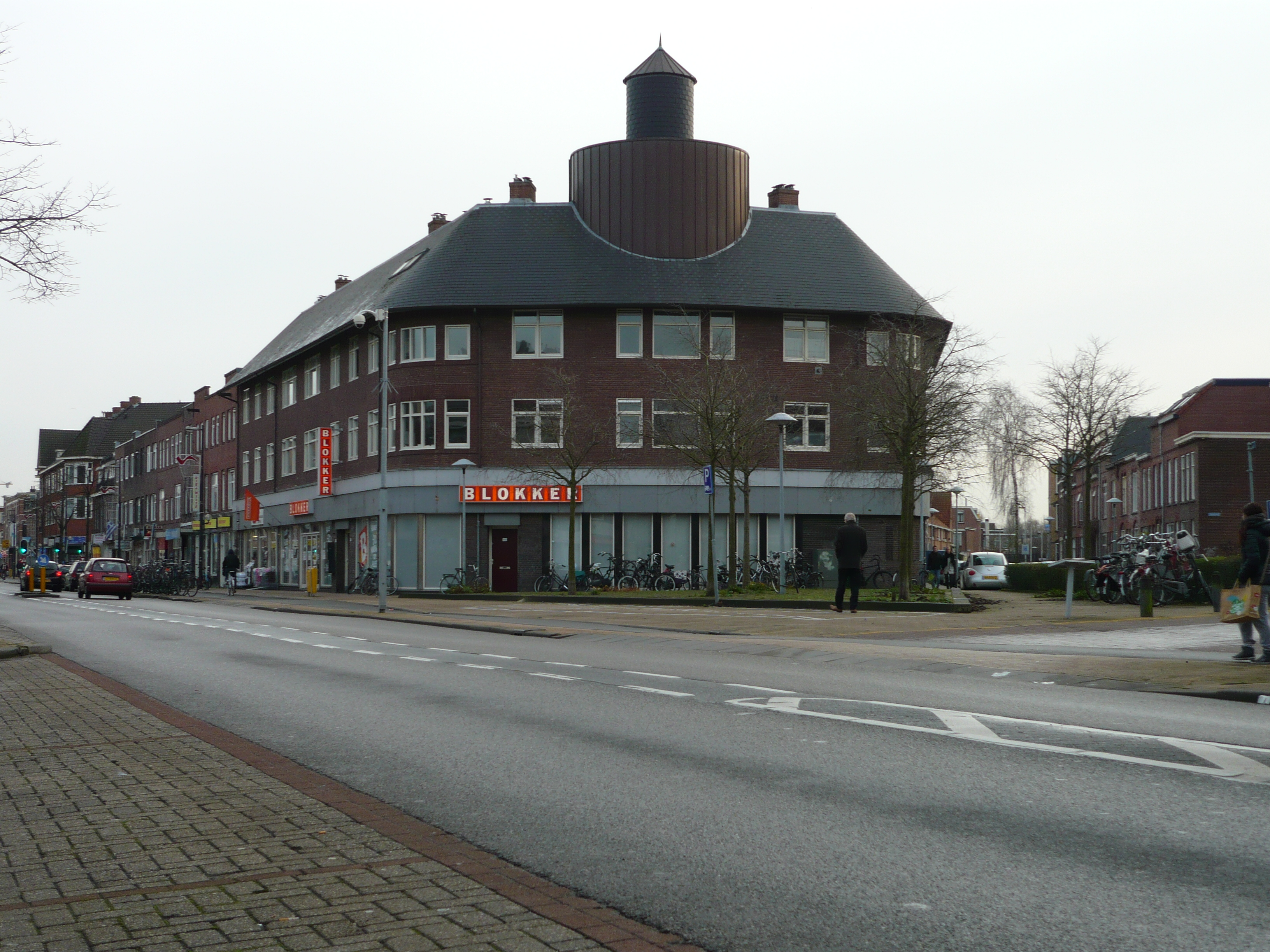
Voormalige bioscoop Olympia
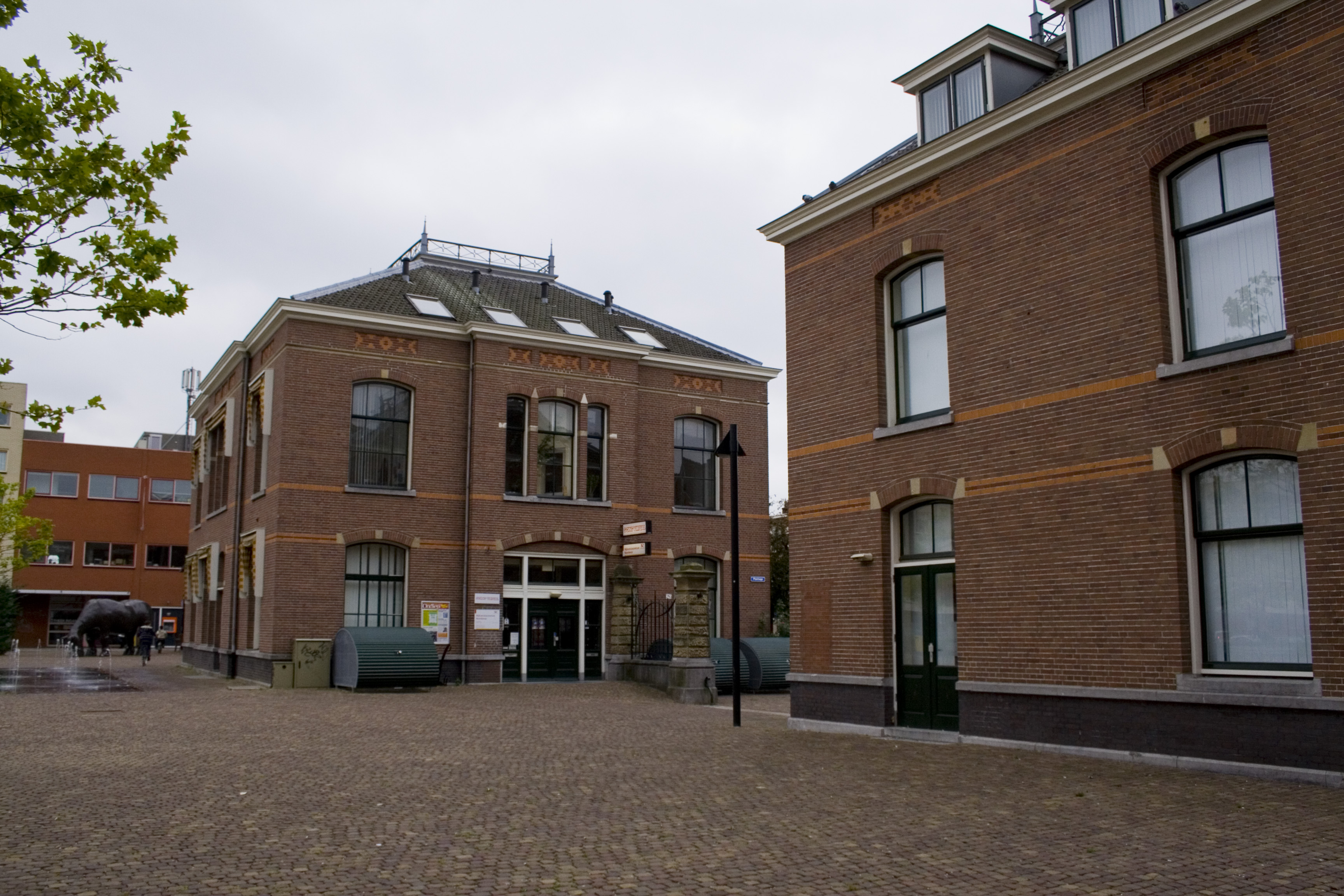
Gebouwen van het voormalige slachthuis
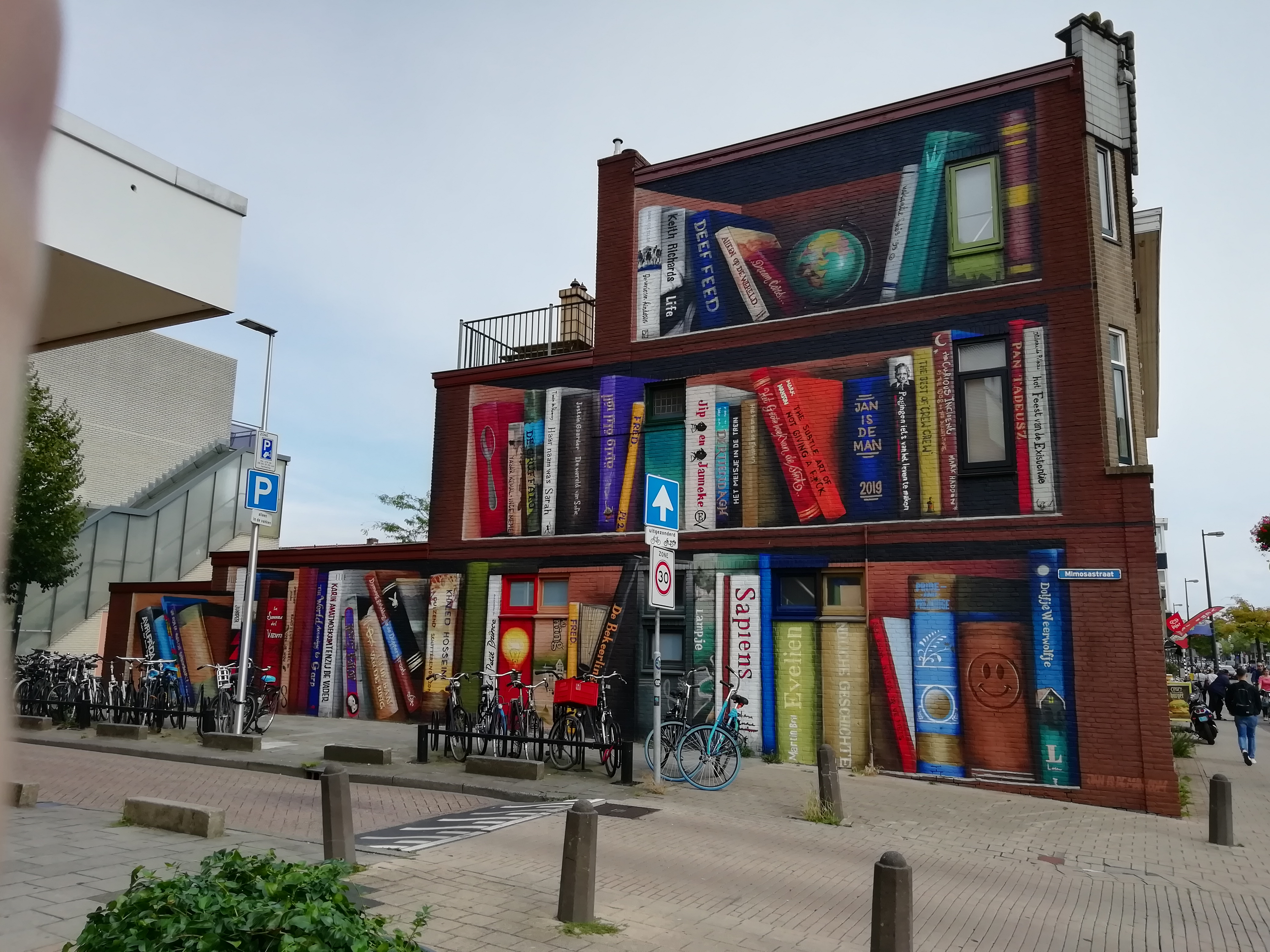
Muurschildering Boekenkast van JanIsDeMan op de hoek met de Mimosastraat